# Koumaíïka
Koumaíïka (Koumaiika) är en ort i Grekland.   Den ligger i prefekturen Nomós Sámou och regionen Nordegeiska öarna, i den östra delen av landet, 270 km öster om huvudstaden Aten. Koumaíïka ligger 176 meter över havet och antalet invånare är 323. Den ligger på ön Samos.
Terrängen runt Koumaíïka är varierad. Havet är nära Koumaíïka åt sydväst.  Närmaste större samhälle är Néon Karlovásion, 9,9 km norr om Koumaíïka. 